# Мехбаза (Лодейнопольский район)
Мехбаза — посёлок в Алёховщинском сельском поселении Лодейнопольского района Ленинградской области.

## История
Посёлок Мехбаза учитывается областными административными данными в Яровщинском сельсовете Оятского района с 1 января 1940 года.
В 1954 году население посёлка составляло 610 человек.
С 1955 года в составе Лодейнопольского района.
В 1958 году население посёлка составляло 594 человека.
По данным 1966 и 1973 годов посёлок Мехбаза также входил в состав Яровщинского сельсовета.
По данным 1990 года посёлок Мехбаза являлся административным центром Яровщинского сельсовета, в который входили 9 населённых пунктов общей численностью населения 810 человек. В самом посёлке проживали 336 человек.
В 1997 году в посёлке Мехбаза Яровщинской волости проживали 265 человек, в 2002 году — 233 человека (русские — 94 %).
В 2007 году в посёлке Мехбаза Алёховщинского СП проживали 216 человек, в 2010 году — 202, в 2014 году — 201 человек.

## География
Посёлок расположен в западной части района на автодороге 41К-016 (Станция Оять — Плотично).
Расстояние до административного центра поселения — 25 км. Расстояние до районного центра — 72 км.
Расстояние до ближайшей железнодорожной станции Лодейное Поле — 46 км.
Посёлок находится на левом берегу реки Оять.

## Демография
| 1990 | 1997 | 2007 | 2010 | 2014 | 2015 | 2016 |
| ---- | ---- | ---- | ---- | ---- | ---- | ---- |
| 336  | ↘265 | ↘216 | ↘202 | ↘201 | ↗210 | ↘205 |
| 2017 |      |      |      |      |      |      |
| ↘198 |      |      |      |      |      |      |

Национальный состав
Согласно данным Всероссийской переписи населения 2021 года в посёлке проживали 169 человек, из них русские — 149 человек, остальные национальность не указали.

## Инфраструктура
На 1 января 2014 года в посёлке было зарегистрировано: хозяйств — 82, частных жилых домов — 96
На 1 января 2015 года в посёлке было зарегистрировано: хозяйств — 79, жителей — 210.

## Улицы
Береговая, Деревенская, Клубная, Лесная, Озёрная, Разъезжая, Сосновая, Центральная, Школьная.